# Cerodontha flavifrons
Cerodontha flavifrons är en tvåvingeart som beskrevs av Philippi 1865. Cerodontha flavifrons ingår i släktet Cerodontha och familjen minerarflugor. Inga underarter finns listade i Catalogue of Life.